# Blahkiuh
Blahkiuh is een bestuurslaag in het regentschap Badung van de provincie Bali, Indonesië. Blahkiuh telt 5492 inwoners (volkstelling 2010).